# Fernando Palma Rodríguez
Fernando Palma (Ciudad de México, 1957) es un artista de ascendencia nahua que trabaja con esculturas mecatrónicas. Sus estudios en Ingeniería Industrial e Historia del Arte, le han permitido desarrollar una serie de piezas en las que mezcla la tecnología y el arte para generar cuestionamientos en torno a crisis sociales y ambientales –derivadas de la sobreexplotación promovida por el sistema capitalista– que han afectado de manera directa a las comunidades originarias. A través de su quehacer el artista también busca resignificar y promover la cosmovisión nahua en un contexto occidentalizado. 

## Biografía
Es originario de la alcaldía Milpa Alta, ubicada al sur de la Ciudad de México. Se formó como técnico en Mecánica Industrial en el Centro de Estudios Tecnológicos Mexicano-Alemán (CETMA) y posteriormente como ingeniero industrial por la UPIICSA del Instituto Politécnico Nacional. En 1991 estudió la licenciatura en Historia del Arte en Goldsmiths, University of London y realizó posgrados en la Slade School of Fine Arts de Londres y en la Rijksakademie Van Bildendenkunsten en Holanda. 

## Obra
Desde hace varias décadas, cuando Milpa Alta dejó de ser considerada reserva ecológica, la comunidad nahua ha enfrentado problemas medioambientales graves como el depósito clandestino de basura, la tala ilegal, la invasión urbana en zonas agrícolas y la pérdida de biodiversidad local. Partiendo de esta situación, Palma ha generado un discurso en el que contrasta la forma de pensamiento occidental con la nahua, con el fin de proponer soluciones basadas en una forma distinta de percibir la realidad. "Para mí el trabajo artístico no es una búsqueda de lo estético; es importante expresar el sentimiento de desesperación. Lo veo más como una reacción frente a una situación problemática, criminal".
Papalutzines, por ejemplo, es una instalación conformada por dos mariposas hechas a partir de latas de desecho, las cuales comienzan a aletear mediante sensores que perciben el movimiento del público. Para la cultura nahua estos seres son un vehículo para hablar con los dioses, de tal forma que si desaparecen, la conexión divina se pierde. En Cihuapapalutzin, presentada en la Bienal de Arte de Toronto en 2019, utilizó nuevamente la figura de las mariposas, pero en esta ocasión para hacer referencia a las mariposas monarcas que vuelan desde Canadá hasta México y la idea errónea de que la tecnología nos salvará del cambio climático. En la obra Coyote Inalienable, realizada en 2013, el artista presenta a su animal nahual (o su alter ego), que también es un ser aliado en la protección del territorio ancestral. Con ello busca hacer un señalamiento a la relación entre la ciudad y sus habitantes con el medio ambiente. 
En 2019 llevó a cabo Tetzahuitl que consiste en un grupo de 43 vestidos dispuestos para moverse con un patrón inspirado en los rituales chames nahuas, cuando se convierten en aves nocturnas. El título, que se podría traducir como augurios o presagios, hace referencia a las divinidades que anuncian o provocan eventos futuros y lanza una crítica a las violencias que el sistema capitalista genera como la migración forzada, el narcotráfico o la violencia contra la mujer. El número de prendas remite a los estudiantes desaparecidos en 2014 en Ayotzinapa. Esta obra ha sido presentada tanto en la 15 Bienal de Lyon en 2019, como en la 59 Bienal de Venecia en 2022. 

## Calpulli Tecalco
En 1998 Carmen Rodríguez, madre del artista, fundó Calpulli Tecalco en San Pedro Actopan, Milpa Alta, una organización que comenzó como un club de lectura náhuatl y que con los años se ha convertido en un centro clave para el desarrollo de investigaciones y programas de preservación del patrimonio cultural y natural de los pueblos indígenas del sur del Valle del Anáhuac. Desde hace varios años Palma ha codirigido este espacio que, entre otras cosas, busca revitalizar el conocimiento tradicional, como los sistemas agrícolas altamente sustentables (en especial el de terrazas), así como promover el idioma náhuatl principalmente entre los jóvenes, ya que en las últimas décadas se ha ido perdiendo en la comunidad. Para el artista hablar una lengua indígena, además de ser un acto de resistencia, es una posibilidad de encontrar otras soluciones dinámicas a las que nos enfrentamos actualmente. En el náhuatl no existe el verbo "ser" o "estar", que en occidente perpetúa la concepción antropocentrista y que se ha convertido en la forma en la que se comprende la vida, algo que hoy prevalece en muchas partes del mundo, incluido México. La palabra "basura" tampoco existe en el idioma náhuatl, pues nada es percibido como un subproducto, desecho o estorbo, además que todo vuelve a la tierra. "Sin embargo, la acelerada aculturación del último medio siglo en Atocpan dio paso a la pérdida del idioma, al deterioro y abandono del campo y a la basura en nuestro pueblo".La obra de Palma está en un constante cruce con las actividades y programas de Calpulli Tecalco, por ejemplo, en 2016 realizó Quetzalcoatl, una pieza hecha con las hojas de maíz del proyecto dirigido a la población, llamado Adopta una milpa, que tiene como fin reactivar terrenos abandonados a través de la milpa.

## Exposiciones individuales (selección)
In Ixtli in Yollotl, We the People, MoMA PS1, Nueva York, Estados Unidos, 2018
Guex Liu, Kuu ñunro, Totlahuan, Nuestra Tierra, Museo de arte Contemporáneo de Oaxaca, Oaxaca, México, 2018
Tlatla’zo’huenmanaz, Parallel Oaxaca, Oaxaca, México, 2016
…amotla otlacualacac oncan tlanahuatiz  quename ye huitz quiahuitl…mocualnezcayotl… no relampagueó para anunciar que llovería… tu hermosura, Museo Universitario del Chopo, Ciudad de México, 2013

## Exposiciones colectivas (selección)
Hasta que los cántaros broten, 59 Bienal de Venecia, 2022
Inestimable Azar, XIV Bienal FEMSA, Michoacán, México, 2020
Bienal de Gwangju, Corea del Sur, 2020 
Kixpatla, cambiar de vista, cambiar de rostro. Arte y Cosmopolítica, Colegio de San Ildefonso, 2021
Bienal de Arte de Toronto, Canadá, 2019 
15 Bienal de arte de Lyon, Francia, 2019
El Nudo, Galería CarrerasMugica, Bilbao, 2019
Prince·sse·s des villes. DACCA, LAGOS, MANILLE, MEXICO et TÉHÉRAN, Palais de Tokyo, París, Francia, 2019
Notes from the future: a crossbreed laborer's diary, Frac des Pays de la Loire, Carquefou, Francia, 2017 
Lecturas de un territorio fracturado, Museo Amparo, Puebla, 2017
Bienal de las Américas Denver, Colorado, Estados Unidos, 2015
Unsettled Landscapes, SITE Santa Fe, Nuevo México, Estados Unidos, 2014